# Savrinia
La Savrinia (in sloveno Šavrinija) è quella parte di Istria slovena comprendente l'alta valle del fiume Risano, nel comune di Capodistria.
Questo territorio, di quasi 1 000 abitanti (986 residenti) e di circa 40 km² (39,04 km²)2, comprende i seguenti centri:
- Buttari - Butari (2,03 km² - 38 ab.),
- Covedo - Kubed (6,58 km² - 179 ab.),
- Cristoglie - Hrastovlje (3,03 km² - 143 ab.),
- Duori - Dvori pri Movražu (4,33 km² - 26 ab.),
- Gracischie - Gračišče (3,43 km² - 185 ab.),
- Poletici - Poletiči (1,88 km² - 57 ab.),
- Popetra - Popetre (2,31 km² - 95 ab.),
- San Quirico - Sočerga (2,61 km² - 64 ab.),
- Trebesse - Trebeše (2,47 km² - 60 ab.),
- Tuliachi - Tuljaki (2,31 km² - 13 ab.),
- Valmorasa - Movraž (5,34 km² - 104 ab.),
- Zabavia - Zabavlje  (2,72 km² - 22 ab.).

Il centro principale e più popolato del territorio è Gracischie (Gračišče).
Proprio a Cristoglie, al centro del paese, sorge il monumento alla donna istriana Savrinka (Šavrinka), eterna viaggiatrice, la cui statua raffigura una donna che porta un cesto sulla testa (il plenir), contenente i prodotti che vendeva nelle città vicine, Trieste, Capodistria e Buie, per aiutare la famiglia a sopravvivere.

## Savrinka
La donna di questa regione è detta Šavrinka. Si trattava di donne molto laboriose, costrette dalle crisi economiche e dalla fame, che spesso affliggevano l'Istria, a badare non solo all'educazione dei figli e alle faccende domestiche, ma anche ai lavori agricoli e alla vendita di prodotti casalinghi nella vicina Trieste, dove si recavano a piedi, accompagnate dall'asinello.
Tradizionalmente le Šavrinke si suddividevano in vari tipi a seconda del lavoro che svolgevano. Le più conosciute e numerose erano le "jajčarice", che andavano di casa in casa a raccogliere le uova, che deponevano nei panieri che portavano sul capo o nelle bisacce caricate sull'asinello, per poi andarle a vendere a Capodistria o a Trieste. C'erano poi le "krušarice", che cuocevano il pane in casa e lo vendevano insieme alla frutta e alla verdura, le "mlekarce", che portavano il latte, le "perice" che raccoglievano la biancheria in città per portarla a lavare a casa e le "kolačarice", che vendevano dolciumi alle sagre.